# مجموعة عملات دار سك العملة الأمريكية
أصدرت دار سك العُملة الأمريكية مجموعات سنوية مِن العُملات المعدنية في أغلب الأعوام منذ عام 1936.

## مجموعة عملات معدنية بقيمة 50 ربع دولار أمريكي من دار سك العملة الأمريكية
مع إطلاق برنامج أرباع العُملة المعدنية الخمسين في عام 1999، بدأت دار سك العُملة تسويق مجموعات تجريبية من الأرباع المعدنية الخمسة فقط التي صَدرت في العام المحدد. تُعتبر هذهِ المجموعات في الأساس نسخة مختصرة من مجموعات إثبات الإصدار العادية، كما حافظت الرُزمة على نفس مخطط الألوان الأزرق، ولكنها جاءت في صندوق أصغر وشهادة أصالة مختلفة. توقف هذا التجميع مع حل البرنامج في عام 2008. تُشار عادةً إلى هذه المجموعات على إنها مجموعات مكونة من 5 قطع من سنة معينة. انتجت جميع الإصدارات في دار سك العُملة في سان فرانسيسكو.

## مجموعة عملات فضية من دار سك العملة الأمريكية مكونة من 50 ربع دولار
انتجت مجموعات أرباع العُملة المعدنية الخمسين في تلك السنة باستخدام خمسة أرباع عُملة معدنية انتجت في ذلك العام بنسبة 90% من الفضة وكانت مرة أخرى هي نفس مجموعة الفضة في ذلك العام ولكن في رُزمة حمراء مخفضة وشهادة أصالة فريدة من نوعها. انتجت جميع الإصدارات في دار سك العملة في سان فرانسيسكو.

## مجموعة عملات معدنية ربعية جميلة من دار سك العملة الأمريكية
بدأ برنامج "أرباع أمريكا الجميلة" في عام 2010 باعتباره استمرارًا لبرنامج أرباع الولايات الخمسين وواشنطن العاصمة والأقاليم، مما يسمح لكل ولاية بتمثيل في عُملة البلاد. تعتبر هذه المجموعات إصدارات مختصرة من مجموعة United States Mint Proof، وتحافظ الرزمة على نفس مخطط الألوان البرتقالي المحروق، ولكنها جاءت في صندوق أصغر وشهادة أصالة مختلفة. انتجت جميع الإصدارات في دار سك العُملة في سان فرانسيسكو.

## مجموعة العملات الفضية الرائعة من دار سك العملة الأمريكية
انتجت أيضًا مجموعات العملات المعدنية من فئة 50 ولاية من الفضة بنسبة 90% وهي مرة أخرى نفس مجموعة Silver Proof لهذا العام ولكن في رُزمة زرقاء داكنة مخفضة وشهادة أصالة فريدة من نوعها. انتجت جميع الإصدارات في دار سك العملة في سان فرانسيسكو.

## مجموعة عملات ربعية من دار سك العملة الأمريكية لمنطقة كولومبيا والأقاليم الأمريكية
بعد الانتهاء من برنامج توزيع العُملات المعدنية على 50 ولاية، تقرر تكريم واشنطن العاصمة والأقاليم الأمريكية في الخارج بطريقة مماثلة. سمحت مقاطعة كولومبيا والأقاليم الأمريكية بسك ستة تصاميم في عام 2009 وبيعت كمجموعة. انتجت جميعها في دار سك العُملة في سان فرانسيسكو.

## مجموعة عملات رئاسية بقيمة دولار واحد من دار سك العملة الأمريكية
مع إطلاق برنامج العُملة الرئاسية بقيمة دولار واحد ، صدرت أربع عملات معدنية بقيمة دولار واحد كل عام من عام 2007 إلى عام 2016 - تُصور كل منها رئيسًا أمريكيًا في الخدمة. هذه المجموعة عبارة عن غلاف لعُملات الدولار من مجموعات دار السك العادية بمفردها مع تغليف مخفض وشهادة أصالة مختلفة. وانتهى البرنامج في عام 2016 عندما كُرم جميع الرؤساء المؤهلين.

## مجموعة عملات الولايات المتحدة المرموقة
صدرت لأول مرة في عام 1983 واستمرت حتى عام 1997، وتفتقد عامًا واحدًا فقط (1985)، وتحتوي مجموعات Prestige على نسخ تجريبية من العُملات المعدنية العادية بالإضافة إلى الدولار التذكاري ونصف الدولار من عام الإصدار. قُدمت العُملات المعدنية في علبة تشبه الكتاب مع غلاف مغلف خاص بتصميم مختلف عن أكمام مجموعة الإثبات القياسية. سوقت هذه المجموعة لمنح المستهلكين خيارًا أكثر "تميزًا".

## مجموعة عملات معدنية من الولايات المتحدة الأمريكية
تضم هذه المجموعة كل تصميم للعُملات المعدنية التي أنتجتها دار سك العُملة الأمريكية في عام واحد. هذه هي أطول سلسلة عملات معدنية تنتجها دار سك العُملة وتتكون من عُملات معدنية أعدت باستخدام طرق الضرب التجريبية. تقوم الدار بتغليف العُملات المعدنية المعدة خصيصًا في صناديق بلاستيكية صلبة مخصصة للحفظ على المدى الطويل.
تضمنت جميع الإصدارات من عام 1936 إلى عام 1972 العُملات المعدنية من فئة السنت، النيكل، الدايم، الربع و نصف الدولار من ذلك العام. سُكت أول مجموعات الإثبات حتى عام 1964 في دار سك النقود في فيلادلفيا. كان هناك إصداران رسميان في عام 1942: مجموعة مكونة من خمس عُملات معدنية عادية ومجموعة تتضمن عملة فضية من زمن الحرب. خُفضت قيمة العُملة الأمريكية بداية من عام 1965، ولكن المجموعات استمرت تحت اسم مجموعة United States Mint Proof Set. نُقل الإنتاج إلى فرع سان فرانسيسكو في عام 1968، وجميع الإصدارات اللاحقة تحمل عُملات معدنية تحمل علامة دار السك "S". في عام 1973، أضيف دولار أيزنهاور إلى المجموعة. ستحمل المجموعات من عام 1975 ربع دولار، نصف دولار وتاريخين آخرين يعودان إلى عامي 1776 و 1976، حيث لم تنتج أي من هذه العُملات المعدنية بتاريخ 1975 على الإطلاق. حل دولار سوزان ب. أنتوني محل دولار أيزنهاور في عام 1979. كانت مجموعات دار سك النقود لعام 1981 هي الطريقة الوحيدة للحصول على دولار أنتوني من ذلك العام، على الرغم من إن العديد منها قد انزلقت إلى التداول. مع توقف سك العُملات المعدنية الدولارية، تضمنت مجموعة الإثبات العادية لعام 1982 عُملة نحاسية مميزة. من عام 1983 حتى عام 1998، استأنفت مجموعة الولايات المتحدة السنوية إصدار العُملات النقدية من فئة السنت، النيكل، الدايم، الربع ونصف الدولار فقط.
مع تقديم برنامج أرباع العُملة الخمسين لولاية في عام 1999، بدأت دار سك العُملة في إصدار جميع الأرباع الخمسة التي صدرت في ذلك العام بالفئات المحددة بالفعل، وبالتالي إنشاء مجموعة مكونة من تسع عُملات مقسمة عبر حاملين أو عدستين. بيعت أيضًا العدسة الفردية التي تحتوي على الأرباع فقط بشكل منفصل. في العام التالي، ضُمن دولار ساكاجاويا في المجموعة العادية، مما رفع عدد العُملات المعدنية إلى عشرة. شهدت سلسلة Westward Journey من العُملات المعدنية من فئة النيكل طرح إحدى عشر مجموعة من العُملات المعدنية في عامي 2004 و 2005 تضم كل من العُملات المعدنية من فئة النيكل، السنت، الدايم، نصف الدولار والدولار الذهبي وجميع العُملات المعدنية من فئة الأرباع الخمسة. عاد الإصدار العادي إلى عشر عُملات معدنية في عام 2006، لكن برنامج عملة الدولار الرئاسي استلزم التوسع إلى ثلاث عدسات بإجمالي أربعة عشر عُملة معدنية من عام 2007 إلى عام 2008. في عام 2009، أضيفت عدسة أخرى لتسهيل عُملات السنت الواحد التي سُكت لمجموعة الذكرى المئوية الثانية لتأسيس لينكولن. كانت العُملات المعدنية من فئة سنت واحد والتي أنتجت لمجموعات الإثبات في ذلك العام مكونة من سبيكة نحاسية بنسبة 95% تعادل التركيبة الأصلية لعملة سنت لينكولن. بلغ عدد العُملات المعدنية في هذه المجموعة ذروته عند ثمانية عشر حيث تضمنت أيضًا مجموعة ذلك العام من عملات مقاطعة كولومبيا والأقاليم الأمريكية. عاد الإصدار العادي إلى عدد أربعة عشر قطعة نقدية عبر ثلاث عدسات في عام 2010 و العدسة الفردية لعملات أمريكا الجميلة أو الدولار الرئاسي تباع منفصلة.

## مجموعة عملات فضية من دار سك العملة الأمريكية
ابتداءً من عام 1992، بدأت الدار في إنتاج مجموعات إثبات مع استبدال فئة النحاس و النيكل بعينات مضروبة بتركيبة ما قبل التحلل: عملة فضية، أو 90% فضة و 10% نحاس. جميع الأرباع التي صدرت في أي عام من السلسلة منذ عام 1999 سُكت أيضًا بالفضة. بخلاف ذلك، فإن هذه المجموعات تشبه إلى حد كبير مجموعة United States Mint Proof القياسية، ولكنها معبأة مع مخطط ألوان أحمر وشهادة أصالة مختلفة.

## مجموعة عملات معدنية غير متداولة من دار سك العملة الأمريكية
تحتوي المجموعات غير المتداولة، أو مجموعات دار السك، على عينات من العُملات المعدنية التي تُسك عادة للتداول العام. بيعت أولى هذه المجموعات في عام 1947 في ألواح من الورق المقوى مع عُملتين معدنيتين لكل إصدار، وبالتالي إظهار الوجه والظهر لكل واحدة. وقد انتجت هذه المجموعات سنويًا حتى عام 1958، باستثناء عام 1950. في عام 1959 بيعت مجموعة بلاستيكية ناعمة من العُملات المعدنية الفردية وطُرحت للبيع سنويًا حتى عام 1964. في الفترة من 1965 إلى 1967، حلت "مجموعات الدار النقدية الخاصة"، هي مستوى أعلى من العُملات المعدنية غير المتداولة، محل مجموعات الدار النقدية ومجموعات الإثبات. باستثناء عامي 1982 و 1983، صدرت مجموعات من العُملات النقدية سنويًا منذ عام 1968. (بالنسبة لعامي 1982 و 1983، يشتري هواة الجمع أحيانًا "مجموعات الهدايا التذكارية" السنوية التي تصدرها دور سك النقود في فيلادلفيا ودينفر، والتي تشبه إلى حد كبير مجموعات دور سك النقود الرسمية التي تصدرها وزارة الخزانة.)
من الجدير بالذكر مجموعات العُملات الصادرة في أعوام 1970، 1973، و 1996. احتوت هذه العُملات على نصف دولار كينيدي لعام 1970-D، ودولارات أيزنهاور لعامي 1973-P و 1973-D، وعملة العشرة سنتات روزفلت لعام 1996-W، ولم تُسك أي منها للتداول العام ويمكن الحصول عليها فقط من مجموعات دار السك الأمريكية. تحتوي المجموعات الأحدث على فئات غير متداولة من العُملات النقدية من فئة نصف الدولار والدولار. من العُملات المعدنية الصادرة في عام 2005 وحتى العُملات المعدنية الصادرة في عام 2010 أعدت باستخدام قوالب خاصة تنتج "لمسة نهائية من الساتان" مميزة عن العُملات المعدنية التجارية. عادت دار سك العُملة الأمريكية إلى استخدام العُملات المعدنية التي تُسك عادة للتداول العام في عام 2011. حاليًا تُغلف مجموعات العملات في عبوة بلاستيكية، على عكس العبوات البلاستيكية المرنة للمجموعات السابقة. تُباع عادة في مجموعات من اثنين - واحدة لكل فرع من فروع الإنتاج.
في عام 2017، أصدرت الدار مجموعة خاصة من "مجموعة الدار غير المتداولة المحسنة"، والتي تقتصر على حد أقصى يبلغ 225000 مجموعة. بيعت المجموعة خلال سبع دقائق.